# Juan José Barros Araujo
Juan José Barros Araujo (Barranquilla, Atlántico, Colombia, 24 de junio de 1989) es un exfutbolista colombiano nacionalizado peruano. Jugaba como delantero y último club fue el UTC de la Primera División del Perú. Fue internacional con la selección sub-20 del Perú. 

## Trayectoria
Vivió en Colombia hasta los 8 años. En su tierra natal formó parte de las divisiones menores del Deportivo Cali. En el Perú hizo lo propio en las inferiores del Centro Iqueño, Deportivo Zúñiga, Cantolao y Circolo Sportivo Italiano. Debutó profesionalmemte en el 2006 con el Coronel Bolognesi de Tacna, equipo con el que fue campeón del Torneo Clausura 2007, y con el cual participó en la Copa Sudamericana 2007 y Copa Libertadores 2008. En enero de 2010 fue transferido al Club Universitario de Deportes, para reforzarlo para la Copa Libertadores 2010. A los pocos meses viajó a Alemania para pasar pruebas en el Werder Bremen junto a su compatriota Aldo Corzo recibiendo elogios del técnico de ese entonces Thomas Schaaf, donde agurmentó que era rápido y bueno técnicamente. Si bien no se mantuvo en dicho equipo, Claudio Pizarro lo recomendó al club 1860 Múnich de la 2. Bundesliga, fichando por este equipo al cierre del mercado de pases del verano europeo. Pese a ser habitualmente delantero, fue contratado como lateral izquierdo. Tras media temporada, solo jugó un encuentro y el 1860 Múnich decidió prescindir de sus servicios.
Juan José Barros iba a llegar a Sporting Cristal para la temporada 2011, pero por un tema de papeles no se concretó su fichaje y se enroló en el Melgar de Arequipa. Para finales del año, los documentos se arreglaron y se convirtió en nuevo jugador de Cristal para la temporada 2012. No obstante, en el segundo semestre del 2012, Barros parte a Chile para fichar por el Cobreloa de la Primera División de ese país. En dicho club se encontró con el técnico argentino Javier Torrente, quien ya lo había dirigido anteriormente cuando ambos coincidieron en Coronel Bolognesi.

## Selección nacional
Ha sido internacional con la Selección de fútbol del Perú en la categoría Sub-20 llegando a anotar dos goles.

## Clubes
| Club                      | País     | Año         |
| ------------------------- | -------- | ----------- |
| Coronel Bolognesi         | Perú     | 2006 - 2009 |
| Universitario de Deportes | Perú     | 2010        |
| TSV 1860 Múnich           | Alemania | 2010        |
| FBC Melgar                | Perú     | 2011        |
| Sporting Cristal          | Perú     | 2012        |
| Cobreloa                  | Chile    | 2012        |
| Unión Comercio            | Perú     | 2013        |
| UTC                       | Perú     | 2014        |

## Palmarés

### Campeonatos nacionales
| Título                    | Club              | País | Año  |
| ------------------------- | ----------------- | ---- | ---- |
| Torneo Clausura           | Coronel Bolognesi | Perú | 2007 |
| Primera División del Perú | Sporting Cristal  | Perú | 2012 |